# Estação Kirovskaia (metro de Samara)
Kirovskaia (em russo:  Кировская) é uma das estações da Linha 1 do Metro de Samara, na Rússia. A estação «Kirovskaia» está localizada entre as estações «Iungorodok» e «Bezymianka».